# Kirundo
Kirundo est la capitale de la province de Kirundo située au nord du Burundi.

### Source
- (en) Cet article est partiellement ou en totalité issu de l’article de Wikipédia en anglais intitulé « Kirundo » (voir la liste des auteurs).